# Mia Rej
Mia Rej Frahm (født 2. februar 1990) er en dansk håndboldspiller. Hun spiller for HØJ Elite i første division. Hun har tidligere spillet for Danmarks kvindehåndboldlandshold. Hun har tidligere optrådt for Nordkøbenhavn Håndbold, FCK Håndbold, Roskilde Håndbold, svenske H 65 Höör, København Håndbold og Odense Håndbold.

## Kariere
I sommeren 2009 skiftede hun fra Nordkøbenhavn Håndbold til FCK Håndbold. I 2010-11 sæsonen spillede hun for Roskilde Håndbold, før hun tog til svenske Höör.

### København Håndbold
Hun pådrog sig en korsbåndskade i sin sidste kamp for H 65 Höör, før hun skiftede til København Håndbold.. Men hun vendte stærkt tilbage og blev topscorer for København Håndbold to år i træk. I 2017-18 sæsonen vandt hun det danske mesterskab med København, hvilket var det første i klubbens historie. I september 2018 pådrog hun sig en ny korsbåndskade i en landskamp mod Polen.

### Odense Håndbold
I 2020 tog hun til ligarivalerne Odense Håndbold. Samme sæson vandt hun både pokalen og ligaen med Odense. Sæsonen efter vandt hun mesterskabet igen.

### HØJ Elite
Hun var uden klub mellem 2023 og 2025, men skrev i januar 2025 kontrakt med første-divisions klubben HØJ Elite. Senere samme sæson rykkede hun op med klubben til den bedste række.

## Landshold
Mia Rej har flere U-landsholdskampe på CV'et. Hun debuterede for seniorholdet d. 9 marts 2016 imod Rusland.
Ved VM i 2019 blev hun skiftet ind i truppen i mellemrunden for at erstatte den skadede Simone Böhme.

Ved EM i 2020 kom hun på 4. pladsen med Danmark.
Året efter vandt hun bronzemedaljer ved VM i 2021.